# Neritidae
Neritidae Rafinesque, 1815 è una famiglia di molluschi gasteropodi della sottoclasse Neritimorpha. 

## Descrizione
I Neritidae sono la famiglia più numerosa fra le specie esistenti dei Neritimorpha. Le specie di questa famiglia hanno gusci solidi con strati calcitici esterni e aragonitici interni. Il labbro interno della conchiglia forma un grande callo che copre più o meno la base e il suo bordo columellare porta comunemente denti e pieghe. L'opercolo è calcareo e di solito ha una sporgenza simile a un piolo che si inserisce nel muscolo della conchiglia. La protoconca di tutte le specie con larva planctotrofica è di forma arrotondata. Le pareti interne della protoconca vengono riassorbite e anche le pareti interne della maggior parte della teleoconca vengono solitamente sciolte.
Gasteropodi della famiglia Neritidae si trovano in acque marine, salmastre, o in acque dolci. Lungo la costa, questi gli erbivori abitualmente abitano la parte medio-alta della zona intertidale e sono note per essere gregarie. Le neritidi sono generalmente eurialine; specie dal genere Nerita sono più strettamente associati all'ambiente marino, mentre specie come Neritina e Clithon preferiscno habitat di acqua dolce o salmastra.
I membri dei Neritidae sono limitati principalmente all'emisfero meridionale con l'eccezione di Theodoxus, che è originario dell'Europa, dell'Asia sud-occidentale e del nord Africa. Questa distribuzione, che circonda l'antico mare di Tetide suggerisce che lo sviluppo del bacino marino post-Tetidiano potrebbe aver influenzato l'evoluzione di questo gruppo.

## Tassonomia
La famiglia contiene tre sottofamiglie di cui una estinta, ed alcuni generi estinti a cui non è stata assegnata alcuna sottofamiglia:
- Sottofamiglia Neritinae Rafinesque, 1815
  - Genere Mienerita Dekker, 2000
  - Genere Nerita Linnaeus, 1758
  - Genere † Pseudodostia Symonds, 2006
  - Genere Smaragdia Issel, 1869
- Sottofamiglia Neritininae Poey, 1852
  - Genere Clithon Montfort, 1810
  - Genere Clypeolum Récluz, 1842
  - Genere Fluvinerita Pilsbry, 1932
  - Genere † Manana Gabuniya, 1949 †
  - Genere † Mananopsis Gabuniya, 1949
  - Genere Nereina de Cristofori & Jan, 1832
  - Genere Neripteron Lesson, 1831
  - Genere Neritina Lamarck, 1816
  - Genere † Neritinopsis Gabuniya, 1953
  - Genere Neritodryas von Martens, 1869
  - Genere Neritona Martens, 1869
  - Genere † Neritoplica Oppenheim, 1892 †
  - Genere Puperita Gray, 1857
  - Genere Septaria Férussac, 1807
  - Genere Theodoxus Montfort, 1810
  - Genere † Velatella Meek, 1873
  - Genere Vitta H. & A. Adams, 1854
  - Genere Vittina H. B. Baker, 1924
- Sottofamiglia  † Velatinae Bandel, 2001
  - Genere † Velates Montfort, 1810
- Genere † Bajanerita Squires, 1993
- Genere † Calyptronerita Le Renard, 1980
- Genere † Cuisenerita Symonds & Pacaud, 2010
- Genere † Mesoneritina Yen, 1946
- Genere † Neritoptyx Oppenheim, 1892
- Genere † Ninnia Brusina, 1903
- Genere † Otostoma d'Archiac, 1859
- Genere † Tomostoma Deshayes, 1824
- Genere † Vergnesia Delpey, 1941